# Varteres Samurgashev
Varteres Samurgashev (en russe Вартерес Самургашев ; né le 13 septembre 1979 à Rostov-sur-le-Don) est un lutteur russe d'origine arménienne spécialiste de la lutte gréco-romaine. Il participe aux Jeux olympiques d'été de 2000 et aux Jeux olympiques d'été de 2004 et remporte à chaque fois une médaille (l'or en 2000 et le bronze en 2004). Aux Jeux olympiques d'été de 2008, il est battu en quarts de finale. Il est également double champion du monde ainsi que double champion d'Europe. Le 27 décembre 2012, il obtient la nationalité arménienne.

## Palmarès

### Jeux olympiques
- Jeux olympiques d'été de 2000 à Sydney :  médaille d'or en moins de 63 kg
- Jeux olympiques d'été de 2004 à Athènes :  médaille de bronze en moins de 74 kg

### Championnats du monde
- Championnats du monde de lutte 2002 :  médaille d'or en moins de 74 kg
- Championnats du monde de lutte 2005 :  médaille d'or en moins de 74 kg

### Championnats d'Europe
- Championnats d'Europe de lutte 2000 :  médaille d'or en moins de 63 kg
- Championnats d'Europe de lutte 2002 :  médaille d'argent en moins de 74 kg
- Championnats d'Europe de lutte 2006 :  médaille d'or en moins de 74 kg